# 石狩港
石狩港（いしかりこう）は、北海道石狩市にある港湾。港湾管理者は石狩市。かつては石狩湾新港とともに港湾法の重要港湾だったが、2000年（平成12年）に地方港湾へ変更された。

## 概要
石狩川の河口部に位置している港湾。石狩港の港湾区域は「石狩灯台を中心にした半径2,500mの半径を有する円内の海面」であり、河川内の水域は港湾区域に含まれない。なお、近隣にある石狩湾新港とは港湾区域は接していない。
合併前の旧厚田村の地先水面に港湾区域が接していたが、港湾管理者は旧石狩町のみであった。
石狩港の主な施設は、石狩川河口右岸から緩い弧を描いて伸びる東導流堤（延長632m）であり、そのほか石狩川右岸に突堤が2箇所設置されている。水域施設・係留施設は港湾施設としては存在しない。

## 沿革
本地域は古くからサケ漁で発展しており、1953年（昭和28年）には石狩港入港船舶数は6,826隻と活況を呈したが、石狩川の河口部は右岸の欠壊が著しいため河口が北に移動し、水深も2ｍ程度になるなど不安定という課題があった。このため、1973年（昭和48年）度まで導流堤などが整備された。これ以降、港湾整備事業は行われていない。
1978年（昭和53年）に石狩河口橋が供用するまでは、石狩港より上流にあたる石狩川左岸の石狩市（当時石狩町）本町と右岸の同八幡町を結ぶ石狩渡船が石狩川を渡る交通手段として運航していた。
　
- 1953年（昭和28年）地方港湾に指定
- 1973年（昭和48年）重要港湾に指定（港湾法施行令の重要港湾「石狩」）
- 1973年（昭和48年）石狩港修築事業終了
- 2000年（平成12年）地方港湾へ変更　（港湾法施行令の別表第一の重要港湾規定が「石狩湾」に変更されたため、石狩港が重要港湾の対象から外れる）